# 死亡空间2
《絕命異次元2》是一款由Visceral Games開發及藝電發行之第三人稱射擊生存恐怖遊戲，它是《死亡空间》之續作，在PS3、Xbox360、Windows平台上發行。

## 遊戲操作
遊戲界面及戰鬥大致沿用前作（詳看《死亡空间》），玩家在遊戲裏控制工程师及主人公艾薩克·克拉克，以第三人稱視角來進行遊戲，看著艾薩克的右肩膀來控制他前進。這集遊戲地點位於一個名為「蔓生區」的宇宙都市裏，讓玩家感受到比前作還要廣闊、真實的外星恐怖氣氛，面對的敵人依然是恐怖外星生物「屍變體」（Necromorphs），會從牆壁上的通風管道跳出來，或是一部分出現在玩家的前進道路上。
與前作相同，遊戲裏沒有使用抬頭顯示器，所有遊戲信息依然通過来自艾薩克的「資源集成裝備」（Resource Integration Gear，簡稱）宇航服和武器本身的全息投影顯示給玩家。例如，艾薩克的每一種武器上都安装了一个小型全息顯示器，在瞄准時會指示彈藥數量。此外，艾薩克的血量、或稱健康值會顯示在他的戰甲頸椎處。為了確保玩家不在遊戲裏迷路，可以通过浮在地面上的前面的全息路线图，检查當前目標。然而，遊戲在這些活動期間仍會實時進行，因此玩家隨時都會處於將被攻擊的危險中。如果艾薩克在一個地方被殺死，遊戲會自動跳回上一個儲存點重新再來。
這集比前作增加了許多類型的武器和戰服，而艾薩克身上同時也有協助他生存、解謎、以及作戰的工具。艾薩克於遊戲初始時中獲得的「靜止裝置」（Stasis）可以暫時減弱敵人或是物品的速度，可以在任何環境下使用，一般會用來對付速度較快的敵人、或是出錯而無法慢下來的系統或閘門。而「吸取裝置」（Kinesis Module）可以讓艾薩克像磁鐵一樣吸取各種物品後丟出，可以搬開堵在前進路線上的障礙物；而這次加上可以靠帶刺尖銳物品（比如欄杆、鐵棍等等）來對付屍變體，不但可以節省子彈，還可以利用死去屍變體身上的刀片或其他尖銳部位吸取過來攻擊其他敵人。
這次遊戲增加了比前作還要多的解謎部分，例如在一些地方，艾薩克必須要靠手「駭入」控制台來打開門鎖才能繼續前進，或是修復一些系統以啟動裝置來前進。在遊戲裏會碰到一些「零重力空間」，而艾薩克的重力靴和身上新配備的「噴氣裝置」，可以讓他在零重力裏自由行動。而艾薩克的戰甲在真空環境下，可以確保他能夠呼吸一段時間的氧氣，但他氧氣一旦耗光還是會窒息而死。因此在這些環境下，玩家必須快速行動並找到出口；而在真空環境裏有時也會安置氧氣筒，讓艾薩克能再次儲備更多的氧氣。
作戰方面和前作一樣，玩家要靠「戰略性肢解」的技巧來打敗敵人：靠切斷敵人的四肢、肢體或其他部分身體部位以擊敗他們。例如，射擊屍變體的身體或頭部將對他們沒什麼作用。但是，一旦玩家切除其胳膊和腿，不但能夠減弱敵人的前進速度，還會讓牠們徹底停止活動。遊戲根據屍變體的傷勢情況，會自動使牠們更改作戰方式。例如，普遍屍變體如腿部被截斷後，會靠上半身繼續爬向玩家進行攻擊。而其他部分特殊屍變體遭肢解後，會自行長出新的肢體以繼續行動，或是從肚子跑出新的屍變體。
遊戲模式包括簡單、中等、困難以外，這次新增加了「瘋狂模式」（Zealot）和「骨灰模式」（Hard Core）。骨灰模式只會在玩家通過整體遊戲的任何一個模式才能解鎖，玩家在模式裏面會從頭來過遊戲，並只能保存三個儲存點。儲存點、物品和彈藥極為難找以外，還會碰到比其他模式更難對付的敵人。

### 多人模式
本作也增設了多人模式。

## 劇情
前作《絕命異次元》故事發生的聖盾七號災難過去三年，CEC工程師艾薩克·克拉克（Isaac Clarke）從「石村號」（USG Ishimura）死裡逃生後，於宇宙漂流期間被人發現處於半瘋狀態，帶往土衛六上建立的大型宇宙都市「蔓生區」（The Sprawl），該處是CEC最初實行行星裂解的地方。患上失憶的艾薩克關入精神病院，不停地被已故女友妮可·布倫南（Nicole Brennan）的幻覺折磨，直到一日突然被一名工程師佛朗科·迪里爾（Franco Delille）叫醒。但當時蔓生區剛好也爆發「屍變體」（Necromorph）災難，艾薩克目睹面前的佛朗科被一隻屍變體殺死後屍變，一路逃跑時遇到他的主治醫師佛斯特·埃德加斯（Foster Edgars），發現他也處於半瘋狀態，最後在艾薩克面前割喉自殺“謝罪”。
艾薩克逃亡途中收到兩個人聯絡，首先是神秘女子黛依娜·勒瑰恩（Daina Le Guin），對方給予艾薩克逃生路線，並稱自己能夠治療艾薩克的精神症狀；另一個則是同是精神病人的諾蘭·施特羅斯（Nolan Stross），他曾多次見過艾薩克、且同樣知悉神印的事情。不知所措的艾薩克選擇跟隨黛依娜的路線，從她的供述中得知隸屬「地球政府」（EarthGov）高層兼蔓生區主管漢斯·泰德曼（Hans Tiedemann），利用艾薩克和施特羅斯腦中遺留的「紅色神印」（Red Marker）資料，透過逆向工程而造出一座新的人造神印。黛依娜還供述艾薩克三年前與神印的接觸，腦部烙下過自我複製訊息。由於訊息若持續擴散將會構成生命威脅，泰德曼將艾薩克進入冷凍狀態以抑制擴散，打造屬於他自己的神印以獲得其力量。艾薩克穿越戰火連連的蔓生區，途中目睹數百名倖存者坐船撤離。但艾薩克同時經常“遇見”死去妮可的幻象，說想讓艾薩克完成一個使命，艾薩克便選擇一次一次地逃避她。
艾薩克抵达蔓生區「統一教」（Unitologist）教堂頂端見到黛依娜，但黛依娜卻揭示她其實是統一教的人，揭露該症狀根本沒有解藥，但由於需要艾薩克腦中的神印知識來實行「聚合」（Convergence），因此才騙艾薩克過來並將他帶回統一教。然而這時，一艘地球政府的武裝艦艇開始攻擊頂樓，殺死黛依娜與她的兩名部下。艾薩克僥倖逃生並回到統一教住宅區，隨後再次收到施特羅斯的聯絡。施特羅斯告知艾薩克是他們腦中的訊息建造出新神印、便有能力摧毀它，最後告知新神印位於蔓生區中心的「政府區」（Government Sector）。艾薩克暫時相信他，前往政府區的路上遇到一名倖存的CEC駕駛員愛麗·蘭福德（Ellie Langford），愛麗原本一開始不願相信艾薩克，但她後來遇見施特羅斯後才選擇相信艾薩克的說法。三人於蔓生區裡合作逃生途中，遭遇多數屍變體大軍以及泰德曼製造的各種障礙，但仍然找到一部直通政府區的電車。
前進途中，泰德曼用艾薩克一開始為恢復蔓生區的生命保障系统所啟動的太陽能光束，切斷通往政府區的軌道，導致整個都市區開始脫離星球。艾薩克只能回到停在軌道旁、如今被政府尋獲後進行淨化維修的石村號裡，一路回到先前走過的石村號各個地方，並使妮可的幻覺出現越來越頻繁。艾薩克途中得知地球政府編造出“恐怖襲擊”的謊言掩盖真相，回到艦橋的艦長室啟動引力索將政府區拉回來，讓愛麗有機會開電車沖到政府區下方的採礦區。這時，施特羅斯的失智症加重，陷入瘋狂狀態之下拿螺絲刀挖出愛麗的一隻眼球，稱這麼做是為了重複“步驟”。失去一隻眼的愛麗僥倖逃生，施特羅斯便去追艾薩克，最終被迫自衛殺死施特羅斯。從施特羅斯身上的錄音日誌中，得知他曾經失控並殺死過他的妻兒，艾薩克才理解施特羅斯從始至終都在逃避罪惡感。因為施特羅斯的遭遇，艾薩克選擇不再逃避並接受對死去妮可的愧疚，使得妮可的幻象從暴力轉為溫和。
艾薩克和愛麗找到一輛採礦用的大型鑽岩機，靠地底鑽洞到達政府區，愛麗雖然啟動一架武裝艦艇來逃生，但艾薩克選擇強行將愛麗送走後獨自面對他的命運。由於泰德曼已經對政府區內部嚴防死守，艾薩克潛入保安室裡拔掉政府區的電源，導致外圍防爆門失效並讓數量約千萬隻屍變體入侵政府區，殺死所有衛兵。艾薩克尾隨屍變體進入政府區，最後目睹泰德曼所製造的巨大「十二號神印」（Site 12 Marker），而泰德曼供述是因為他們對神印的失控運用才導致這次災難。這時，所有屍變體都聚集在神印前，並開始啟動神印的聚合。在妮可的引導下，艾薩克用之前提取出他和施特羅斯腦中神印訊息的腦神經診斷機，以一根注射針連接腦神經後，重啟自己腦中的自我複製訊息。
艾薩克靠殺出一條血路到達神印面前，殺死執迷不悟的泰德曼，但妮可突然將艾薩克的意識推入他自己的腦中，揭露讓神印完整的唯一方法，則是吸收製造者的精神及肉身。惱羞成怒的艾薩克不再迷茫地全力攻向妮可，將她與腦中的神印訊息一併摧毀。隨著失去力量的神印被毀，所有屍變體隨之消失，但也導致蔓生區的反應爐熔毀即將發生核爆炸。絕望的艾薩克決定坐在原地赴死，但這時愛麗卻突然開船沖進來救他，而艾薩克及時搭上艦艇與愛麗逃出毀於一旦的蔓生區。當艾薩克認為一切太平時，突然想起上次逃出生天時的經歷，於是再次往右邊的駕駛座一看。而這次，只有夥伴愛麗坐在他身邊。
蔓生區毀滅後，一名疑似隸屬地球政府的人聯繫他幕後上級「大統領」（The Overseer），匯報太空站與十二號神印均被毀的消息，感到惋惜的大統領表示“其他地區”會收拾殘骸。

## 角色
- 艾薩克·克拉克（Isaac Clarke；剛納·賴特（英语：Gunner Wright）配音）：玩家控制的遊戲主人公，CEC公司的艦船系統專家兼工程師，在石村號上獨自倖存後，三年以來關在精神病院裡，如今噩夢在爆發屍變體的泰坦空間站中重現。
- 妮可·布倫南（Nicole Brennan；譚妮雅·克拉克（英语：Tanya Clarke）配音）：艾薩克的已故女友，在石村號上擔任醫療官時就以自殺告別，如今在神印影響之下成為折磨艾薩克的精神幻覺，多次指引艾薩克來「讓我們成為一體」。
- 愛麗·蘭福德（Ellie Langford；索妮塔·亨利（英语：Sonita Henry）配音）：CEC大型器具等級四駕駛員，蔓生區的倖存者之一，隸屬的小隊成員全數陣亡後邂逅艾薩克，因無處可去並且為了生存而加入他的行列。
- 諾蘭·施特羅斯（Nolan Stross；柯特·考尼里斯（英语：Curt Cornelius）配音）：一位和艾薩克一樣與神印建立過「精神連結」的精神病人，曾徒手殺死過他的妻兒，如今也被殺死妻兒的陰影折磨。人物為遊戲前傳動畫《絕命異次元：餘波》的主要人物。
- 漢斯·泰德曼（Hans Tiedemann；雷斯特·派瑞（英语：Lester Purry）配音）：地球政府高官，蔓生區的主管，對神印故事略有所聞而希望能得到其力量，便靠艾薩克和施特羅斯腦中的訊息製造出屬於他的神印，卻也因此造成空間站的屍變體爆發災難。
- 黛依娜·勒瑰恩（Daina Le Guin；塔依娜·托茲（英语：Tahyna Tozzi）配音）：一位於遊戲開始時協助艾薩克逃生的神秘女子，稱她知道治療艾薩克精神症狀的解決方案。
- 佛朗科·迪里爾（Franco Delille；傑森·迪凡配音）：黛依娜的一位部下，負責去營救艾薩克，但找到艾薩克才不久就被殺死並變成屍變體。人物為前傳漫畫《絕命異次元：點燃》的主角。